# Centre de formation médicale du Nouveau-Brunswick
Le Centre de formation médicale du Nouveau-Brunswick (CFMNB) est une faculté de médecine administrée par l'Université de Sherbrooke en collaboration avec le gouvernement du Nouveau-Brunswick, basée à l'Université de Moncton à Moncton, Nouveau-Brunswick,,.